# Philodromus epigynatus
Philodromus epigynatus es una especie de araña cangrejo del género Philodromus, familia Philodromidae. Fue descrita científicamente por Strand en 1909.

## Distribución
Esta especie se encuentra en Sudáfrica.